# Villa Romana del Casale
Villa Romana del Casale (sicilijansko: Villa Rumana dû Casali) je velika in izpopolnjena rimska vila ali palača, ki stoji približno 3 km od mesta Piazza Armerina na Siciliji. Izkopavanja so razkrila eno najbogatejših, največjih in raznolikih zbirk rimskih mozaikov na svetu, zaradi česar je najdišče vpisano na seznam Unescove svetovne dediščine. Vile in umetnine so datirane do zgodnjega 4. stoletja našega štetja.
Mozaik in opus sectile tla pokrivajo približno 3500 kvadratnih metrov in so skoraj edinstvena v svojem odličnem stanju ohranjenosti zaradi plazu in naplavin, ki so prekrili ostanke. 
Čeprav je manj znana, je izjemna zbirka fresk zajela ne samo notranje prostore, ampak tudi zunanje stene.

## Zgodovina
Vidni ostanki vile so bili zgrajeni v prvi četrtini 4. stoletja našega štetja na ostankih starejše vile rustice, ki sta pars dominica ali prebivališče mojstra, velikega latifundija ali kmetijskega posestva.
O identiteti lastnika so dolgo razpravljali in oblikovali številne različne hipoteze. Nekatere značilnosti, kot so tetrarhična vojaška insignija in verjetni tetrarhični datum mozaikov, so znanstvenike privedli do domnevnega cesarskega lastnika, kot je Maksimijan. Vendar znanstveniki zdaj (2011) menijo, da je bila vila središče velikega posestva visokega senatorskega aristokrata.
Ugotovljene so bile tri zaporedne gradbene faze; prva faza je vključevala štirikotni peristil in pripadajoče sobe. Zasebni kopališki kompleks je bil nato dodan na osi severozahod. V tretji fazi je vila dobila javni značaj: kopeli so dobile nov vhod in veliko latrino. Zgrajen je bil velik monumentalni vhod, ki ni bil na peristilu, vendar je bil poravnan z vhodom v nove kopeli v formalnem razporedu z eliptično (ali ovoidno) arkado in veliko tri-apsidalno dvorano. Ta dvorana je bila namenjena zabavi in sprostitvi za posebne goste in je nadomestila dve državni dvorani peristila (»dvorano malega lova« in »diafeta Orfeja«). Baziliko so razširili in okrasili s čudovitimi in eksotičnimi marmorji.
Kompleks je bil naseljen vsaj 150 let. Okoli njega je zrasla vas, imenovana Platia (izhaja iz besede palatium (palača).
V 5. in 6. stoletju je bila vila v obrambne namene utrjena z zgostitvijo obodnih sten in zapiranjem arkad, akvadukta do kopeli. Vila je bila poškodovana in morda uničena med kratko dominacijo Vandalov med letoma 469–78. Zgradbe so bile vsaj deloma v uporabi v bizantinskem in arabskem obdobju. Naselje je bilo uničeno v letih 1160-61 med vladavino Viljema I. Mesto je bilo opuščeno v 12. stoletju našega štetja, potem ko jo je zasul plaz. Preživeli so se preselili na trenutno lokacijo v Piazza Armerina.
Vila je bila skoraj v celoti pozabljena, čeprav so bili nekateri najvišji deli ostankov vedno vidni nad tlemi. Območje je bilo kmetijsko obdelano. V začetku 19. stoletja so bili najdeni kosi mozaikov in nekaj stebrov. Prva uradna arheološka izkopavanja so bila izvedena pozneje v tem stoletju.
Prva strokovna izkopavanja je Paolo Orsi naredil leta 1929, nato je v letih 1935–39 začel Giuseppe Cultrera. V obdobju 1950–60, ko jih je vodil Gino Vinicio Gentili, so bila izvedena večja izkopavanja, nakar je nad mozaiki nastal zaščitni pokrov. V 1970-ih je na tem mestu izkopavala Andrea Carandini. Delo nadaljuje vse do danes Univerza v Rimu, La Sapienza. Leta 2004 je bilo najdeno veliko srednjeveško naselje iz obdobja 10–12. Od takrat so se razkrile tudi druge razkošne sobe vile.

## Latifundij in vila
Rimljani so v pozni antiki večino zaledja Sicilije razdelili na ogromna kmetijska posestva, imenovana latifundij. Vila latifundij je navedena v Itinerarium Antonini in je znana kot Filosofiana. Zahodno od vhodnega območja je bila odkrita vila pars rustica ali kmetijski odsek, kar prikazuje soba, razdeljena na tri dele s stebri za shranjevanje kmetijskih pridelkov. Velikost vile ter količina in kakovost njenega umetniškega dela kažeta, da je bila pars dominica takšen latifundij.
Vila je bila tako velika, da je vsebovala več sprejemnih in državnih prostorov, kar odraža potrebo po zadovoljstvu več različnih funkcij in vključevanju prostorov za upravljanje posestva in vile. To je vilo spremenilo v mesto v malem. Vila je verjetno imela stalno ali pol stalno prebivališče lastnika; tam bi lastnik v vlogi pokrovitelja sprejemal svoje lokalne stranke.
Vila je bila enonadstropna stavba s središčem na peristilu, okoli katerega so bile organizirane skoraj vse glavne javne in zasebne sobe. Monumentalni vhod je skozi atrij z zahoda. Termalne kopeli so nameščene severozahodno; storitvene sobe in verjetno sobe za goste na severu; zasebni apartmaji in ogromna bazilika na vzhodu in sobe neznanega namena proti jugu. Na jugu je ločeno območje, ki vsebuje eliptični peristil, servisne prostore in ogromen triklinij (formalna jedilnica), ki je nekoliko odmaknjen in se zdi skoraj poznejša zamisel.
Celoten tloris vile je narekovalo več dejavnikov: starejše konstrukcije na tem mestu, rahlo pobočje, na katerem je bila zgrajena, ter sončna osvetlitev in prevladujoči vetrovi. Višja vzhodna tla zasedajo Velika bazilika, zasebni apartmaji in koridor Velikega lova; sredina ob peristilu, sobe za goste, vhodno območje, eliptični peristil in triklinij; spodnja tla proti zahodu pa so namenjena termalnim kopelim.
Celoten kompleks je nekoliko nenavaden, saj je organiziran vzdolž treh glavnih osi; primarna os je (rahlo upognjena) črta, ki poteka od atrija, tablinuma (prvotno glavna spalnica, kasneje pa je postal glavna pisarna in sprejemna soba hišnega gospodarja), peristila in velike bazilike (sovpada s potjo, ki bi ji sledili obiskovalci). Termalne kopeli in eliptični peristil s triklinijem so osredotočeni na ločene osi.
O prejšnji vili je malo znanega, zdi pa se, da je šlo za veliko podeželsko rezidenco, ki so jo verjetno zgradili v začetku 2. stoletja.
Nedavna izkopavanja so našla drugi kopalni kompleks v bližini skladišč na vhodu iz pozne antične faze in prikazuje redke stenske mozaike, ki pripadajo kotlini ali vodnjaku

### Veličasten vhod
Dostop do vile je potekal skozi triarkadni prehod, okrašen s fontanami in vojaškimi poslikavami, ki je zelo spominjal na slavolok. Pripeljal je na podkvasto dvorišče obdano z marmornimi stebri z jonskimi kapiteli s kvadratnim vodnjakom na sredini. Na zahodni strani dvorišča je bila latrina, prav tako je bil ločen dostop do kopeli in do ostale vile.

### Peristilni vrt in južne sobe
Eleganten peristilni vrt krasi vodnjak s tremi bazeni, v središču katerega je vidna dekoracija z ribami, ki plavajo med valovi. Sobe 33 in 34 so bile namenjene servisnim funkcijam in imajo mozaike z geometrijskimi motivi, v sobi 34 pa tudi mozaik, nameščen nad prvotna tla, na katerem so prikazane ženske na atletskem tekmovanju, ki so mu dala ime soba palestriti.
Tudi na južni strani je tako imenovana diaeta Orpheus, apsidalna soba, ki jo krasi izjemen Orfejev mozaik. Kot po navadi kaže Orfeja, ki igra liro pod drevesom in ukroti vsako žival s svojo glasbo. Ta soba se je verjetno uporabljala kot poletna jedilnica ali, glede na njeno nadstropje, za uživanje v glasbi.

### Bazilika
Ta velika apsidalna dvorana je bila dvorana za občinstvo in najbolj formalna soba v vili, dostopna je bila skozi velik monumentalni vhod, razdeljen z dvema stebroma rožnatega egiptovskega granita. Izjemno izpopolnjena večbarvna opus sectile tla, sestavljena iz marmorja, ki prihaja z vsega Sredozemlja, leži na vhodu in je najbogatejša dekoracija vile; prekrivala je tudi stene. Ta vrsta marmorja je namesto mozaika predstavljala material največjega prestiža v rimskem svetu.
Izkopavanja so pokazala, da je apsidni obok okrašen s steklenimi mozaiki.

### Triklinij in eliptični peristil
Na južni strani vile je eliptični peristil, Xystus, s polkrožnim nimfejem na zahodni strani. Na odprtem dvorišču so bile fontane, ki so bruhale z mozaičnega tlaka.
Xystus predstavlja spektakularen uvod v razkošen tri-apsidalni triklinij, veliko dvorano, ki se odpira proti vzhodu. Vsebuje čudovit nabor mozaikov, ki jih v središču obvladujejo sovražniki, s katerimi se je Herkul srečal med dvanajstimi deli. Na severni apsidi je njegova apoteoza okronana z Jupitrom, na vzhodu pa velikanke s serpentinastimi okončinami in njihova mrtva krila, ki so jih prizadele Herkulove puščice. V južni apsidi je mit o Likurgu iz Trakije, ki je poskušal ubiti nimfo Ambrozijo, a so jo obkrožile vinske trte in ga napadla množica menad.

## Mozaiki

### Mozaik bikini
V letih 1959–60 je Gentili izkopal mozaik na tleh, ki so ga poimenovali Soba desetih devic (v italijanščini Sala delle Dieci Ragazze). Ženske se pojavljajo v mozaičnem umetniškem delu, ki so ga znanstveniki poimenovali Kronanje zmagovalca. Mlade ženske športnice izvajajo dvigovanje uteži, metanje diska, tek in igroi z žogo. Ženska v togi ponuja krono in zmagovalno dlan zmagovalki.

### Mali lov
Drug dobro ohranjen mozaik prikazuje lov, pri katerem lovci uporabljajo pse in ujamejo raznovrstno divjad.

## Galerija
- Mozaik Mali lov
- Mozaik Veliki lov
- Veliki lov-ulov in prenos živali
- Ladja na Velikem lovu
- Detajl lovca
- Levinja napada lovca, detajl
- Velikani
- "Smučar", mladinec v gibanju (ne smuča)
- Mladenič lovi zajca
- Polifem prejme skodelico vina od Odiseja. Predprostor (37) severnega stanovanja.
- Bikini mozaik
- Freska – polkrožni atrij